# Hermenegildo Sábat
Hermenegildo Sábat   (Montevideo, 23 de juny de 1933 - Buenos Aires, 2 d'octubre de 2018) va ser un dibuixant uruguaià que visqué a Buenos Aires, conegut com a Menchi Sábat.

## Trajectòria
Va publicar els seus primers dibuixos amb quinze anys al diari Acción de Montevideo. Va treballar com a fotògraf, impressor off-set, redactor, periodista, essent nomenat el 1965, redactor del diari uruguaià El País, ocasió en la qual va prendre la decisió de renunciar, perquè no desitjava assumir la tasca de dirigir un diari, i va abraçar la seva vocació d'artista plàstic.
Des de 1966 a l'Argentina, va desenvolupar la seva carrera de caricaturista als diaris La Opinión, Primera Plana, Atlántida i des de 1973 Clarín, on il·lustra la pàgina de política.
Nacionalitzat argentí el 1980, ha rebut nombrosos reconeixements i homenatges, va rebre el "premi Maria Moors Cabot", atorgat per la Universitat de Colúmbia (1988) -pel seu treball en temps de la dictadura militar argentina-, va ser declarat "Personalitat Emèrita de la cultura argentina" i "Ciutadà il·lustre de la ciutat de Buenos Aires" (1997). Va rebre el títol de "doctor honoris causa" de la Universitat de la República (Uruguai) i va ser declarat "Ciutadà Il·lustre" de Montevideo (2003).
És el guanyador del Premi Nou Periodisme CEMEX+FNPI en la modalitat homenatge, atorgat per CEMEX i per la Fundació Nuevo Periodismo, presidida per Gabriel García Márquez.
El 2009 participa amb un original d'una caricatura d'El Dante, realitzat per al diari Clarín, en la mostra "Bicentenari: 200 anys d'Humor Gràfic" que el Museu del Dibuix i la Il·lustració realitza al Museu Eduardo Sívori de Buenos Aires, homenatjant als més importants creadors de l'Humor Gràfic a l'Argentina a través de la seva història.

## Docència
El 1982 va crear la Fundació Artes Visuales, la qual presideix, on el seu taller de San Telmo ensenya dibuix, pintura, gravat, il·lustració i procura infondre "respecte per l'art".

## Crítiques des del poder
Sábat, reconegut per la seva conducta "irreprotxable" davant el poder, va ser criticat per la presidenta de l'Argentina, Cristina Fernández de Kirchner, qui va manifestar el seu enuig Arxivat 2009-04-22 a Wayback Machine. amb una caricatura del dibuixant per a la secció "El País" del diari argentí Clarín (en la qual aquesta apareix amb la boca embenada), qualificant-la de "missatge quasimafiós".
Aquesta reacció de la primera mandatària va motivar un pronunciament d'ADEPA (entitat que uneix als principals editors i mitjans periodístics de l'Argentina), la qual va expressar la seva preocupació pel "creixent clima de suspicàcies oficials cap a la premsa" (vegeu comunicat en castellà) Arxivat 2010-04-14 a Wayback Machine.

## Llibres publicats
- Al troesma con cariño (1971), sobre Carlos Gardel.
- Yo Bix, Tú Bix, Él Bix (1972), sobre Bix Beiderbecke.
- Scat: una interpretación gráfica del jazz (1974).
- Una selección de dibujos públicados entre los años 1971 y 1975 (1975)
- Galería personal (1975).
- Dogor (1979), sobre Aníbal Troilo.
- Monsieur Lautrec (1980), amb Julio Cortázar, sobre Henri de Toulouse-Lautrec.
- Tango Mío (1981)
- Sentido pésame (1984)
- Una satisfacción tras otra (1990).
- Haberlo sabido antes (1992)
- Fotos (1996).
- Jazz a la carte (1996)
- Carta a Torres García (1996).
- Crónicas del Ángel Gris (1996), il·lustracions del llibre d'Alejandro Dolina.
- Adioses tardíos (1998).
- La casa sigue en orden: cuatro décadas d'història en dibujos (1999)
- Georgie Dear (1999), sobre Jorge Luis Borges.
- Imágenes latentes (2001). Fotografia.
- Abstemios abstenerse (2004), pròleg de Miguel Brascó.
- Dos dedos: una interpretación de Django Reinhardt (2004), sobre Django Reinhardt.
- Siguen las firmas: inventario apócrifo de falsedades, mentiras y algunas certidumbres (2006)
- El pájaro murió de risa (2007), sobre Charlie Parker.
- Anónimo Transparente (2007), sobre Fernando Pessoa.
- Que no se entere Piazzolla (2008) sobre Astor Piazzolla.